# Progetto 211
Progetto 211 (cinese: 211 工程; pinyin: 211 gōngchéng) è un progetto riguardante università e collegi nazionali chiave avviato nel 1995 dal Ministero della Pubblica Istruzione della Repubblica Popolare Cinese, con l'intento di elevare gli standard di ricerca delle università di alto livello e coltivando strategie per lo sviluppo socioeconomico. Durante la prima fase del progetto, dal 1996 al 2000, sono stati distribuiti circa US $ 2,2 miliardi.
La Cina oggi conta 116 istituti di istruzione superiore (circa il 6 percento designati come 211 istituti di progetto per aver soddisfatto determinati standard scientifici, tecnici e di risorse umane e offrire corsi di laurea avanzati). Le scuole del Progetto 211 si assumono la responsabilità di formare quattro quinti degli studenti di dottorato, due terzi degli studenti laureati, metà degli studenti stranieri e un terzo degli studenti universitari. Offrono l'85% delle materie chiave dello stato, detengono il 96% dei laboratori chiave dello stato e consumano il 70% dei finanziamenti per la ricerca scientifica.
Il nome del progetto deriva da un'abbreviazione dello slogan "面向 21 世纪, 办好 100 所 高校 (Per il 21º secolo, per gestire 100 università con successo)". 100 era il numero approssimativo di università partecipanti.
Dal 2014, il Progetto 211 è stato menzionato meno e gradualmente è stato seguito da un nuovo progetto chiamato piano 111 (Programma di introduzione dei talenti della disciplina alle università).
A settembre 2017, il Progetto 211, insieme al Progetto 985, è stato sostituito dal Piano della Università di Doppia Prima Classe come piano di sviluppo universitario nazionale sponsorizzato ufficialmente.

## Lista delle università
1. Anhui University
2. Beijing University of Technology
3. Università di lingue straniere di Pechino (Beijing Foreign Studies University)
4. Beijing Forestry University (also known as Beilin University)
5. Beijing Institute of Technology
6. Beijing Jiaotong University
7. Beijing Normal University
8. Beijing Sport University
9. Beihang University (formerly known as Beijing University of Aeronautics and Astronautics)
10. Beijing University of Chemical Technology
11. Beijing University of Chinese Medicine
12. Beijing University of Posts and Telecommunications
13. Beijing University of Technology
14. Central China Normal University
15. Central Conservatory of Music
16. Central South University
17. Central University of Finance and Economics
18. Chang'an University
19. China Agricultural University
20. China Pharmaceutical University
21. China University of Geosciences (Beijing)
22. China University of Geosciences (Wuhan)
23. China University of Mining and Technology (Beijing)
24. China University of Mining and Technology
25. China University of Petroleum (Beijing)
26. China University of Petroleum (Huadong)
27. China University of Political Science and Law
28. Chongqing University
29. Communication University of China
30. Dalian Maritime University
31. Dalian University of Technology
32. Donghua University
33. Università normale della Cina orientale (East China Normal University)
34. East China University of Science and Technology
35. Fourth Military Medical University
36. Università Fudan (Fudan University)
37. Fuzhou University
38. Guangxi University
39. Guizhou University
40. Hainan University
41. Harbin Engineering University
42. Harbin Institute of Technology
43. Hebei University of Technology
44. Hefei University of Technology
45. Hohai University
46. Huazhong Agricultural University
47. Huazhong University of Science and Technology
48. Hunan Normal University
49. Hunan University
50. Inner Mongolia University
51. Università Jinan (Jinan University)
52. Jiangnan University
53. Jilin University
54. Lanzhou University
55. Liaoning University
56. Minzu University of China (conosciuta come Central University for Nationalities)
57. Nanchang University
58. Nanjing Agricultural University
59. Nanjing Normal University
60. Università di Nanchino (Nanjing University)
61. Nanjing University of Aeronautics and Astronautics
62. Nanjing University of Science and Technology
63. Nankai University
64. Ningxia University
65. National University of Defense Technology
66. North China Electric Power University
67. North China Electric Power University (Baoding)
68. Northeast Agricultural University
69. Northeast Forestry University
70. Northeast Normal University
71. Northeastern University
72. Northwest A&F University
73. Northwest University
74. Politecnico Nordoccidentale (Northwestern Polytechnical University)
75. Ocean University of China
76. Peking University
77. Qinghai University
78. Renmin University of China
79. Second Military Medical University
80. Shaanxi Normal University
81. Università dello Shandong (Shandong University)
82. Shanghai International Studies University
83. Università Jiao Tong di Shanghai (Shanghai Jiao Tong University)
84. Università di Shanghai (Shanghai University)
85. Shanghai University of Finance and Economics
86. Shihezi University
87. Sichuan Agricultural University
88. Sichuan University
89. South China Normal University
90. South China University of Technology
91. Southeast University
92. Southwest University
93. Southwest Jiaotong University
94. Southwestern University of Finance and Economics
95. Sun Yat-sen University
96. Soochow University
97. Taiyuan University of Technology
98. Tianjin Medical University
99. Tianjin University
100. Tibet University
101. Università Tongji (Tongji University)
102. Università Tsinghua (Tsinghua University)
103. University of Electronic Science and Technology of China
104. Beijing University of International Business and Economics
105. University of Science and Technology Beijing
106. University of Science and Technology of China
107. Università di Wuhan (Wuhan University)
108. Wuhan University of Technology
109. Xiamen University
110. Università Jiaotong di Xi'an (Xi'an Jiaotong University)
111. Xidian University
112. Xinjiang University
113. Yanbian University
114. Yunnan University
115. Zhejiang University
116. Zhengzhou University
117. Zhongnan University of Economics and Law